# Islam per països

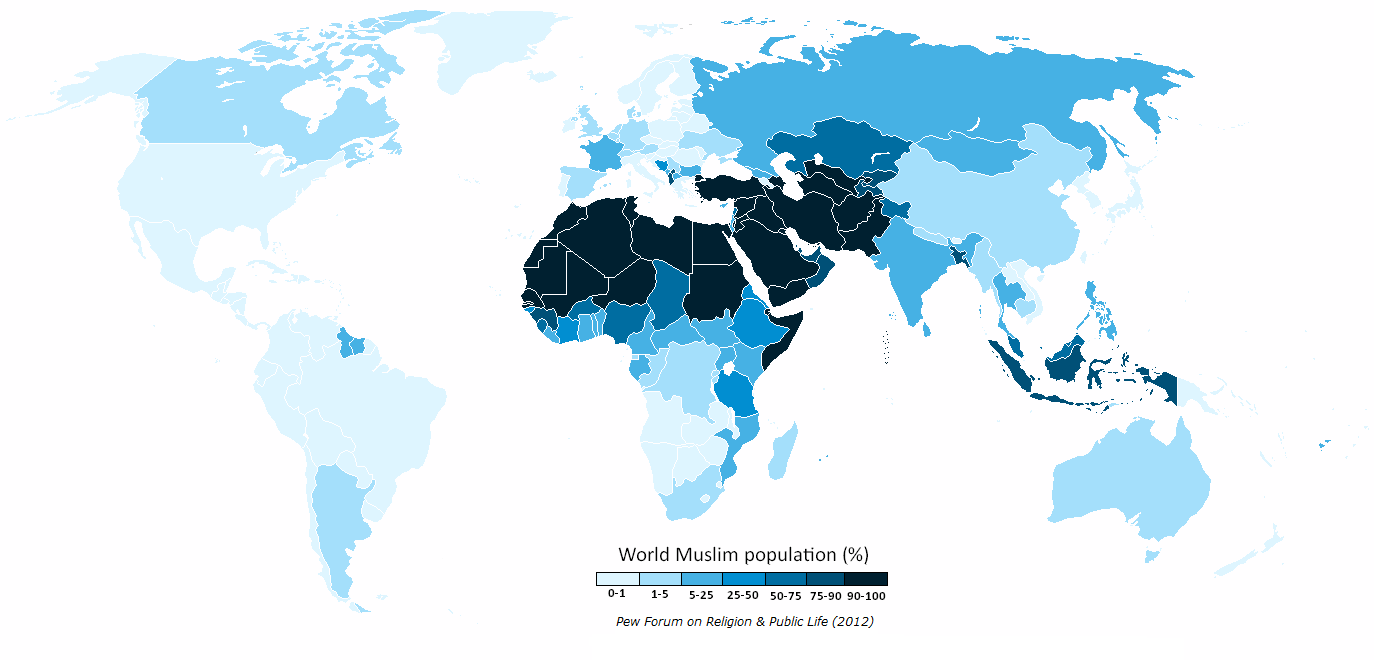
Percentatge de musulmans per país el 2009

Aquesta llista mostra la presència de l'islam als diversos països del món. Comptar una població segons la seva afiliació religiosa es fa a través de mètodes estadístics, que contenen intrínsecament un marge d'error pel que es consideren tècnicament com a "estimacions". En aquest cas, el percentatge de població musulmana per país s'ha extret de l'estudi del Departament d'Estat dels Estats Units titulat International Religious Freedom Report 2004. Altres fonts usades han estat The World Factbook i Adherents.com Arxivat 2014-02-21 a Wayback Machine.. En els casos d'estimacions conflictives s'ha calculat la mitjana entre les estimacions més altes i les més baixes. La població total de cada país va ser presa de census.gov (estimacions del 2005). Cal tenir en compte, a més, que les dates d'aquests estudis permeten imaginar que des d'aleshores poden haver-se produït certes modificacions significatives.

## Per països
| Regió             | País                            | Població      | % de musulmans       | Total de musulmans |
| ----------------- | ------------------------------- | ------------- | -------------------- | ------------------ |
| Àsia central      | Afganistan                      | 31.056.998    | 99,7%                | 31.056.996         |
| Balcans           | Albània                         | 3.563.112     | 70%                  | 2.494.178          |
| Àfrica del Nord   | Algèria                         | 36.289.000    | 99,9%                | 32.206.534         |
| Àfrica Austral    | Angola                          | 11.190.786    | 1%                   | 111.907            |
| Amèrica del Sud   | Argentina                       | 39.537.943    | 1%                   | 393.069            |
| Caucas            | Armènia                         | 2.982.904     | 00000000,1           | 3                  |
| Oceania           | Austràlia                       | 20.090.437    | 1,5%                 | 301.356            |
| Europa central    | Àustria                         | 8.192.880     | 4.7%                 | 385.064            |
| Caucas            | Azerbaidjan                     | 7,911,974     | 93,4%                | 7.389.783          |
| Orient Mitjà      | Bahrain                         | 688,345       | 98%                  | 667.251            |
| Àsia meridional   | Bangladesh                      | 146,365,352   | 88,3%                | 129.681.509        |
| Europa Oriental   | Belarus                         | 10,300,483    | 0,5%                 | 51.502             |
| Europa Occidental | Bèlgica                         | 10,364,388    | 4%                   | 400.000            |
| Amèrica Central   | Belize                          | 279,457       | 1%                   | 2.794              |
| Àfrica Occidental | Benín                           | 7,460,025     | 20%                  | 1.492.005          |
| Àsia meridional   | Bhutan                          | 2,232,291     | 1%                   | 22.322             |
| Amèrica del Sud   | Bolívia                         | 8,857,870     | 0,01%                | 885                |
| Balcans           | Bòsnia i Hercegovina            | 4,501,000     | 52%                  | 2.340.520          |
| Àfrica Austral    | Botswana                        | 1,640,115     | 1%                   | 16.401             |
| Amèrica del Sud   | Brasil                          | 186,112,794   | 0,02%                | 27.239             |
| Àsia Sud-oriental | Brunei                          | 372,361       | 67%                  | 249.481            |
| Balcans           | Bulgària                        | 7,450,349     | 12,2%                | 966.978            |
| Àfrica Occidental | Burkina Faso                    | 13,925,313    | 55%                  | 7.658.922          |
| Àsia Sud-oriental | Birmània                        | 47,382,633    | 4%                   | 1.895.305          |
| Àfrica central    | Burundi                         | 6,370,609     | 10%                  | 637.060            |
| Àsia Sud-oriental | Cambodja                        | 13,607,069    | 3,5%                 | 476.247            |
| Àfrica Occidental | Camerun                         | 16,380,005    | 20%                  | 3.276.001          |
| Amèrica del Nord  | Canadà                          | 29,639,035    | 1,96%                | 579.640            |
| Àfrica central    | República Centreafricana        | 3,799,897     | 15%                  | 569.984            |
| Àfrica central    | Txad                            | 9,826,419     | 54%                  | 5.306.266          |
| Amèrica del Sud   | Xile                            | 15.980.912    | 0,02%                | 3.196              |
| Àsia oriental     | Xina                            | 1,306,313,812 | 1,5%                 | 19.827.778         |
| Amèrica del Sud   | Colòmbia                        | 42,954,279    | 0,2%                 | 85.908             |
| Àfrica oriental   | Comores                         | 671,247       | 98%                  | 657.822            |
| Àfrica central    | República del Congo             | 3,039,126     | 2%                   | 60.782             |
| Àfrica central    | República Democràtica del Congo | 60,085,004    | 10%                  | 6.008.500          |
| Amèrica Central   | Costa Rica                      | 4,016,173     | 0,1%                 | 4.016              |
| Àfrica Occidental | Costa d'Ivori                   | 17,298,040    | 38%                  | 6.677.043          |
| Balcans           | Croàcia                         | 4,495,904     | 1,3%                 | 58.446             |
| Amèrica del Nord  | Cuba                            | 11,346,670    | 0.008%               | 907                |
| Orient Mitjà      | Xipre                           | 785,551       | 23%                  | 180.676            |
| Europa central    | República Txeca                 | 10,241,138    | 0,2%                 | 20.482             |
| Europa del Nord   | Dinamarca                       | 5,602,536     | 3,8%                 | 212.896            |
| Àfrica oriental   | Djibouti                        | 476,703       | 94%                  | 448.100            |
| Carib             | Dominican Republic              | 8,950,034     | 0,02%                | 1.790              |
| Àsia Sud-oriental | East Timor                      | 1,040,880     | 4%                   | 41.635             |
| Amèrica del Sud   | Equador                         | 13,363,593    | 0.003%               | 400                |
| Àfrica del Nord   | Egipte                          | 77,505,756    | 94%                  | 72.855.410         |
| Amèrica Central   | El Salvador                     | 6,704,932     | 0,6%                 | 40.000             |
| Àfrica oriental   | Eritrea                         | 4,561,599     | 48%                  | 2.189.567          |
| Europa Oriental   | Estònia                         | 1,332,893     | 0,75%                | 10.000             |
| Àfrica oriental   | Etiòpia                         | 75,067,000    | 48%                  | 36.032.160         |
| Europa            | Unió Europea                    | 457,225,665   | 3,12%                | 14.260.985         |
| Oceania           | Fiji                            | 893,354       | 7%                   | 62.534             |
| Europa del Nord   | Finlàndia                       | 5,223,442     | 0,2%                 | 10.446             |
| Europa Occidental | França                          | 66 007 374    | 6%                   | 6.225.617          |
| Àfrica Occidental | Gabon                           | 1,389,201     | 1%                   | 13.892             |
| Àfrica Occidental | Gambia                          | 1,593,256     | 95%                  | 1.513.593          |
| Caucas            | Geòrgia                         | 4,677,401     | 9,9%                 | 463.062            |
| Europa central    | Alemanya                        | 82,431,390    | 4,0%                 | 3.208.787          |
| Àfrica Occidental | Ghana                           | 21,029,853    | 15,6%                | 3.280.657          |
| Balcans           | Grècia                          | 10,668,354    | 1,3%                 | 300.000            |
| Carib             | Grenada                         | 89,502        | 0,3%                 | 268                |
| Amèrica Central   | Guatemala                       | 14,655,189    | 0.008%               | 1.200              |
| Àfrica Occidental | Guinea                          | 9,467,866     | 85%                  | 8.047.686          |
| Àfrica Occidental | Guinea-Bissau                   | 1,416,027     | 45%                  | 637.212            |
| Amèrica del Sud   | Guyana                          | 765,283       | 9%                   | 68.875             |
| Carib             | Haiti                           | 8,121,622     | 0,04%                | 3.248              |
| Amèrica Central   | Hondures                        | 6,975,204     | 0,04%                | 2.790              |
| Europa central    | Hongria                         | 10,006,835    | 0,6%                 | 60.041             |
| Europa del Nord   | Iceland                         | 296,737       | 0,1%                 | 321                |
| Àsia meridional   | India                           | 1,080,264,388 | 16.2%                | 174.755.562        |
| Àsia Sud-oriental | Indonesia                       | 241,973,879   | 88,20%               | 213.420.000        |
| Orient Mitjà      | Iran                            | 68,017,860    | 98%                  | 66.657.502         |
| Orient Mitjà      | Iraq                            | 26,074,906    | 97%                  | 25.292.659         |
| Europa Occidental | Irlanda                         | 4,015,676     | 0,49%                | 19.676             |
| Orient Mitjà      | Israel                          | 6,276,883     | 19,5%                | 1.223.992          |
| Europa Occidental | Itàlia                          | 58,103,033    | 2%                   | 1.354.901          |
| Carib             | Jamaica                         | 2,731,832     | 0,2%                 | 5.463              |
| Àsia oriental     | Japó                            | 127,417,244   | 0,05%                | 70.000             |
| Orient Mitjà      | Jordània                        | 5,759,732     | 95%                  | 5.471.745          |
| Àsia central      | Kazakhstan                      | 15,185,844    | 47%                  | 7.137.346          |
| Àfrica oriental   | Kenya                           | 34,689,590    | 12%                  | 4.162.749          |
| Àsia oriental     | Corea del Nord                  | 22,912,177    | n/a                  | n/a                |
| Àsia oriental     | Korea, South                    | 48,422,644    | 0,04%                | 20.000             |
| Orient Mitjà      | Kuwait                          | 2,335,648     | 85%                  | 1.985.300          |
| Àsia central      | Kyrgyzstan                      | 5,146,281     | 80%                  | 4.117.024          |
| Àsia Sud-oriental | Laos                            | 6,217,141     | 1%                   | 62.171             |
| Europa Oriental   | Letònia                         | 2,290,237     | 0,02%                | 458                |
| Orient Mitjà      | Líban                           | 3,826,018     | 55%                  | 2.104.310          |
| Àfrica Austral    | Lesotho                         | 1,867,035     | 2%                   | 37.340             |
| Àfrica Occidental | Liberia                         | 3,482,211     | 20%                  | 696.442            |
| Àfrica del Nord   | Líbia                           | 5,765,563     | 97%                  | 5.592.596          |
| Europa Oriental   | Lituània                        | 3,596,617     | 0,08%                | 3.000              |
| Europa Occidental | Luxembourg                      | 468,571       | 2%                   | 9.371              |
| Balcans           | Macedònia del Nord              | 2,045,262     | 30%                  | 613.578            |
| Àfrica Austral    | Madagascar                      | 18,040,341    | 7%                   | 1.262.823          |
| Àfrica Austral    | Malawi                          | 12,158,924    | 20%                  | 2.431.784          |
| Àsia Sud-oriental | Malaysia                        | 23,953,136    | 60,4%                | 14.467.694         |
| Àsia meridional   | Maldives                        | 349,106       | 99.9%                | 348.756            |
| Àfrica Occidental | Mali                            | 12,291,529    | 90%                  | 11.062.376         |
| Àfrica del Nord   | Mauritania                      | 3,086,859     | 99,9%                | 3.083.772          |
| Àfrica Austral    | Mauritius                       | 1,230,602     | 16,6%                | 204.279            |
| Amèrica del Nord  | Mèxic                           | 112 322 757   | 0,3%                 | 318.608            |
| Europa Oriental   | Moldàvia                        | 4,455,421     | 0,07%                | 3.118              |
| Àsia central      | Mongolia                        | 2,791,272     | 6%                   | 167.650            |
| Àfrica del Nord   | Marroc                          | 32,725,847    | 96.3%                | 32.700.410         |
| Àfrica Austral    | Mozambique                      | 19,406,703    | 20%                  | 3.881.340          |
| Àsia Sud-oriental | Myanmar                         | 42,909,464    | 4%                   | 1.716.378          |
| Àfrica Austral    | Namibia                         | 2,030,692     | 3%                   | 60.920             |
| Àsia meridional   | Nepal                           | 27,676,547    | 4.2%                 | 1.162.414          |
| Europa Occidental | Països Baixos                   | 16,407,491    | 6%                   | 984.449            |
| Oceania           | Nova Zelanda                    | 4,035,461     | 0.58%                | 23.631             |
| Amèrica Central   | Nicaragua                       | 5,465,100     | 0.009%               | <500               |
| Àfrica Occidental | Niger                           | 11,665,937    | 95%                  | 11.082.640         |
| Àfrica Occidental | Nigèria                         | 128,771,988   | 50%                  | 64.385.994         |
| Europa del Nord   | Noruega                         | 4,593,041     | 2%                   | 78.000             |
| Orient Mitjà      | Oman                            | 3,001,583     | 99%                  | 2.971.567          |
| Àsia meridional   | Pakistan                        | 165,803,560   | 97%                  | 160.829.453        |
| Amèrica Central   | Panamà                          | 3,039,150     | 0,3%                 | 9.117              |
| Oceania           | Papua New Guinea                | 5,545,268     | 0,04%                | 2.218              |
| Amèrica del Sud   | Paraguai                        | 6,347,884     | 0.008%               | 507                |
| Amèrica del Sud   | Peru                            | 27,925,628    | 0.003%               | 837                |
| Àsia Sud-oriental | Philippines                     | 87,857,473    | 5%                   | 4.392.873          |
| Europa central    | Polònia                         | 38,635,144    | 0,08%                | 30.090             |
| Europa Occidental | Portugal                        | 10,566,212    | 0,35%                | 36.981             |
| Orient Mitjà      | Qatar                           | 863,051       | 95%                  | 819.898            |
| Balcans           | Romania                         | 22,329,977    | 0,2%                 | 44.660             |
| Europa Oriental   | Rússia                          | 143,420,309   | 15%                  | 21.513.046         |
| Àfrica central    | Rwanda                          | 8,440,820     | 16%                  | 1.384.294          |
| Orient Mitjà      | Saudi Arabia                    | 26,417,599    | Completament el 100% | 26.417.599         |
| Àfrica Occidental | Senegal                         | 11,126,832    | 95%                  | 10.570.490         |
| Balcans           | Sèrbia                          | 10,829,175    | 22%                  | 2.275.176          |
| Àfrica oriental   | Seychelles                      | 81,188        | 1,1%                 | 894                |
| Àfrica Occidental | Sierra Leone                    | 6,017,643     | 60%                  | 3.610.585          |
| Àsia Sud-oriental | Singapore                       | 4,425,720     | 16%                  | 708.115            |
| Europa central    | Eslovàquia                      | 5,431,363     | 0,05%                | 2.715              |
| Europa central    | Slovenia                        | 2,011,070     | 2,5%                 | 50.276             |
| Oceania           | Solomon Islands                 | 538,000       | 0.04%                | >200               |
| Àfrica oriental   | Somalia                         | 8,591,629     | prop del 100%        | 8.583.037          |
| Àfrica Austral    | South Africa                    | 44,344,136    | 1,5%                 | 665.162            |
| Europa Occidental | Espanya                         | 40,341,462    | 2,3%                 | 1.008.536          |
| Àsia meridional   | Sri Lanka                       | 20,064,776    | 7%                   | 1.404.534          |
| Àfrica del Nord   | Sudan                           | 40,187,486    | 65%                  | 26.121.865         |
| Amèrica del Sud   | Suriname                        | 438,144       | 22%                  | 96.391             |
| Àfrica Austral    | Swaziland                       | 1,173,900     | 9%                   | 105.651            |
| Europa del Nord   | Suècia                          | 9,001,774     | 3%                   | 301.070            |
| Europa Occidental | Suïssa                          | 7,489,370     | 4,3%                 | 329.532            |
| Orient Mitjà      | Syria                           | 18,448,752    | 88%                  | 16.234.901         |
| Àsia oriental     | Taiwan                          | 22,894,384    | 0,7%                 | 160.260            |
| Àsia central      | Tajikistan                      | 7,163,506     | 85%                  | 6.088.980          |
| Àfrica oriental   | Tanzània                        | 36,766,356    | 45%                  | 16.544.860         |
| Àsia Sud-oriental | Thailand                        | 65,444,371    | 5%                   | 3.272.218          |
| Àfrica Occidental | Togo                            | 5,681,519     | 13,7%                | 778.368            |
| Amèrica Central   | Trinidad and Tobago             | 1,088,644     | 6%                   | 65.318             |
| Àfrica del Nord   | Tunisia                         | 10,074,951    | 98%                  | 9.874.201          |
| Orient Mitjà      | Turquia                         | 69,660,559    | 99%                  | 68.963.953         |
| Àsia central      | Turkmenistan                    | 4,952,081     | 89%                  | 4.407.352          |
| Àfrica oriental   | Uganda                          | 27,269,482    | 16%                  | 4.090.422          |
| Europa Oriental   | Ucraïna                         | 47,425,336    | 4%                   | 1.897.013          |
| Orient Mitjà      | United Arab Emirates            | 2,563,212     | 96%                  | 2.460.683          |
| Europa Occidental | United Kingdom                  | 60,441,457    | 2.8%                 | 1.631.919          |
| Amèrica del Nord  | Estats Units                    | 295,734,134   | 1.5%                 | 4.500.000          |
| Carib             | Puerto Rico                     | 3,916,632     | 0,13%                | 5.091              |
| Amèrica del Sud   | Uruguai                         | 3,415,920     | 0,01%                | 341                |
| Àsia central      | Uzbekistan                      | 26,851,195    | 88%                  | 23.629.051         |
| Oceania           | Vanuatu                         | 208,900       | 0.1%                 | 200                |
| Amèrica del Sud   | Veneçuela                       | 25,375,281    | 0,5%                 | 126.876            |
| Àsia Sud-oriental | Vietnam                         | 83,535,576    | 0,85%                | 710.052            |
| Orient Mitjà      | Palestina                       | 3,761,904     | 84%                  | 3.159.999          |
| Àfrica del Nord   | Western Sahara                  | 273,008       | 99,8%                | 272.461            |
| Orient Mitjà      | Iemen                           | 20,727,063    | 99%                  | 20.519.792         |
| Àfrica Austral    | Zambia                          | 11,261,795    | 5%                   | 563.089            |
| Àfrica Austral    | Zimbabwe                        | 12,746,990    | 1%                   | 127.469            |
| Total             | Total                           | 6,439,781,784 | 23,65%               | >1.522.813.123     |

## Per regions
| Regió             | Població total | Musulmans   | % musulmans | % del total de musulmans |
| ----------------- | -------------- | ----------- | ----------- | ------------------------ |
| Àfrica central    | 97,665,660     | 15,347,332  | 15.714%     | 0.852%                   |
| Àfrica oriental   | 283,765,021    | 81,890,564  | 28.859%     | 4.497%                   |
| Àfrica del Nord   | 200,519,502    | 179,623,477 | 89.579%     | 12.199%                  |
| Àfrica Austral    | 54,055,000     | 885,474     | 1.639%      | 0.605%                   |
| Àfrica Occidental | 265,005,740    | 134,577,785 | 50.783%     | 9.077%                   |
| Total             | 901,010,923    | 412,324,632 | 45.762%     | 27,23%                   |

| Regió             | Població total | Musulmans     | % musulmans | % del total de musulmans |
| ----------------- | -------------- | ------------- | ----------- | ------------------------ |
| Àsia central      | 92,019,166     | 76,105,962    | 82.707%     | 5.155%                   |
| Àsia oriental     | 1,527,960,261  | 39,609,350    | 2.592%      | 2.683%                   |
| Orient Mitjà      | 274,775,527    | 252,219,832   | 91.791%     | 17.085%                  |
| Àsia meridional   | 1,437,326,682  | 456,062,641   | 28.947%     | 28.184%                  |
| Àsia Sud-oriental | 571,337,070    | 239,566,220   | 41.931%     | 16.228%                  |
| Total             | 3,903,418,706  | 1,023,564,005 | 26.222%     | 69.336%                  |

| Regió             | Població total | Musulmans  | % musulmans | % del total de musulmans |
| ----------------- | -------------- | ---------- | ----------- | ------------------------ |
| Balcans           | 65,407,609     | 8,165,137  | 12.483%     | 0.553%                   |
| Europa central    | 74,510,241     | 521,284    | 0,7%        | 0.035%                   |
| Europa Oriental   | 212,821,296    | 21,826,829 | 10.256%     | 1.479%                   |
| Europa Occidental | 375,832,557    | 13,577,116 | 3.613%      | 0,92%                    |
| Total             | 728,571,703    | 44,090,366 | 6.052%      | 2.987%                   |

| Regió            | Població total | Musulmans | % musulmans | % del total de musulmans |
| ---------------- | -------------- | --------- | ----------- | ------------------------ |
| Carib            | 23,809,622     | 15,860    | 0.067%      | 0.001%                   |
| Amèrica Central  | 42,223,849     | 84,035    | 0.199%      | 0.006%                   |
| Amèrica del Nord | 446,088,748    | 5,115,892 | 1.147%      | 0.347%                   |
| Amèrica del Sud  | 371,075,531    | 1,014,716 | 0.273%      | 0.069%                   |
| Total            | 883,197,750    | 6,230,503 | 0.705%      | 0.422%                   |

| Regió   | Població total | Musulmans | % musulmans | % del total de musulmans |
| ------- | -------------- | --------- | ----------- | ------------------------ |
| Oceania | 30,564,520     | 372,968   | 1,22%       | 0.025%                   |